# Steven R. White
Steven R. White (Lawton, 26 de dezembro de 1959) é um físico estadunidense.
É conhecido por ter desenvolvido a matriz densidade no grupo de renormalização.
Participou da 24ª Conferência de Solvay, em 2008.

## Publicações
- Density Matrix Formulation for Quantum Renormalization Groups, Physical Review Letters Bd.69, 1992, p. 2863 (Einführung der Dichtematrix-Renormierungsgruppe), online hier  und hier pdf Datei
- Density Matrix Algorithms for Quantum Renomalization Groups,  Physical Review B, Bd. 48, 1993, S.10345-10356
- mit R. M. Noack Real Space Quantum Renormalization Groups, Phys. Rev. Lett., Bd. 68, 1992, S.3487
- mit N.E. Bickers, D.J. Scalapino: Conserving Approximations for Strongly Correlated Electron Systems: Bethe-Salpeter Equation and Dynamics for the Two-Dimensional Hubbard Model, Physical Review Letters, Bd. 62, 1989, S.961
- mit Scalapino: DMRG Study of the Stripe Phase in the 2D t-J Model, Phys. Rev. Lett., Bd. 80, 1998, S.1272-5
- mit Scalapino, S. C. Zhang: Insulator, Metal, or Superconductor: The Criteria, Phys. Rev. B, Bd. 47, 1993, S.7995